# Adelard af Bath
Adelard af Bath (ca. 1080 – ca. 1160), lat.: Adelardus Bathensis, var en engelsk lærd fra 1100-tallet. Man har kaldt ham den første engelske videnskabsmand.
Adelard skrev afhandlinger om instrumenterne abacus og astrolabium. Han oversatte flere vigtige arabiske videnskabelige tekster til latin, herunder antikke græske tekster, der endnu kun fandtes i arabisk oversættelse, blandt andet Euklids Elementer samt tekster, der hjalp med at introducere brugen af nul i vesten. Hans bog om naturfilosofi, Quaestiones Naturales, viste hvordan ræsonnement og observation kunne udnyttes til at forklare naturlige fænomener.
Adelard tilbragte syv år på rejse gennem Nordafrika og Lilleasien; han studerede i Tours og underviste i Laon.
Han slog sig ned i Bath i England omkring år 1122.

## Fodnoter
1. ↑  Navnet er anført på engelsk og stammer fra Wikidata hvor navnet endnu ikke findes på dansk.
2. ↑  Navnet er anført på engelsk og stammer fra Wikidata hvor navnet endnu ikke findes på dansk.
3. 1 2  The first English scientist Arkiveret 28. september 2011 hos  Wayback Machine Bath Royal Literary & Scientific Institution, Hentet 25. december 2007.
4. ↑  Astrolabium: Transportabelt instrument til måling af et himmellegemes højde over horisonten, Det Kongelige Bibliotek, Hentet 25. december 2007.
5. ↑  Der er nogen usikkerhed vedrørende detajler i hans liv; se Burnett (1987) og Burnett (1999).